# Чемпионат СССР по вольной борьбе 1984
40-й Чемпионат СССР по вольной борьбе проходил в Красноярске с 16 по 20 мая 1984 года.

## Медалисты
| Весовая категория   | Золото                                                  | Серебро                                          | Бронза                                        |
| ------------------- | ------------------------------------------------------- | ------------------------------------------------ | --------------------------------------------- |
| Наилегчайший вес    | Василий Гоголев Вооружённые Силы (Якутск)               | Пётр Христофоров Вооружённые Силы (Киев)         | Александр Доржу «Спартак» (Кызыл)             |
| Легчайший вес       | Рагим Новрузов или Мухтар Новрузов «Буревестник» (Баку) | Минатула Даибов «Спартак» (Махачкала)            | Тельман Мамедов «Колос» (Харьков)             |
| Полулёгкий вес      | Гурген Багдасарян Вооружённые Силы (Ереван)             | Михаил Костопуло Вооружённые Силы (Фрунзе)       | Осман Эфендиев Вооружённые Силы (Каспийск)    |
| Лёгкий вес          | Хасрат Мамедьяров Вооружённые Силы (Баку)               | Сиражудин Аюбов Вооружённые Силы (Красноярск)    | Степан Саркисян «Ашхатанк» (Кировокан)        |
| 1-й полусредний вес | Магомед-Гасан Абушев «Динамо» (Махачкала)               | Михаил Харачура «Динамо» (Киев)                  | Михаил Гагиев «Спартак» (Москва)              |
| 2-й полусредний вес | Анатолий Паламарев «Динамо» (Днепропетровск)            | Владимир Дзугутов «Труд» (Орджоникидзе)          | Тарам Магомадов «Урожай» (Московская область) |
| 1-й средний вес     | Лукман Жабраилов «Динамо» (Махачкала)                   | Владимир Модосян «Динамо» (Красноярск)           | Вагаб Казибеков «Урожай» (Махачкала)          |
| 2-й средний вес     | Ваха Евлоев Вооружённые Силы (Минск)                    | Санасар Оганисян «Спартак» (Москва)              | Пётр Наниев «Трудовые Резервы» (Ленинград)    |
| Полутяжёлый вес     | Магомед Магомедов Вооружённые Силы (Махачкала)          | Валентин Андриенко Вооружённые Силы (Красноярск) | Владимир Батня «Динамо» (Красноярск)          |
| Тяжёлый вес         | Малхаз Мерманишвили Вооружённые Силы (Минск)            | Николай Скрипкин Вооружённые Силы (Минск)        | Хамиди Нагоров «Спартак» (Нальчик)            |